# Basketbalový klub Kondoři Liberec
Il B.K. Kondoři Liberec è una società cestistica, avente sede a Liberec, nella Repubblica Ceca. Fondata nel 2005, nel 2009 il titolo sportivo venne venduto al Basketball Brno, ma una nuova formazione, con lo stesso nome, venne iscritta alle serie inferiori ceche.
Gioca nel campionato ceco.